# Коваленко Григорій Борисович
Григорій Борисович Коваленко (28 серпня 1953 року, Борщагівка, Погребищенського району, Українська РСР, СРСР — 28 серпня 2023) — російський державний діяч. Глава адміністрації Нар'ян-Мара (1997—2001). Заступник голови Ради Заполярного району 1 та 2 скликань (2006—2013 рр.). Голова муніципального утворення Робоче селище Іскателей (з вересня 2013 по вересень 2018 року)

## Біографія
Народився 28 серпня 1953 року у селі Борщагівка Погребищенського району Вінницької області УРСР у сім'ї лікаря. Закінчив 8 класів, потім вступив до Політехнічного технікуму в місті Мозирі на відділення «Промислове та цивільне будівництво». У 1988 році отримав заочну вищу освіту в Ухті в Ухтинському індустріальному інституті за спеціальністю — теплогазопостачання та вентиляція. У 2001 році закінчив Північно-Західну академію в місті Санкт-Петербург за спеціальністю менеджер з управління персоналом.
У 1976 році запрошений працювати до Ненецького автономного округу будівельником. До 1997 року на підприємстві «Посжилкомсервісу» пройшов шлях від тесляра до керівника. 1997 року обраний депутатом та головою міської Ради, Головою адміністрації міста Нар'ян-Мара. 1998 року обраний депутатом Окружної Ради депутатів Ненецького автономного округу.
2005 року обраний депутатом Ради Заполярного району першого скликання. Висунув свою кандидатуру на посаду голови Ради Заполярного району першого скликання на противагу кандидатурі Володимира Окладнікова. За підсумками таємного голосування перемогу здобув Окладніков, який набрав десять голосів із чотирнадцяти. Було обрано заступником голови Ради Заполярного району першого скликання.
У 2009 році знову обрано депутатом Ради Заполярного району другого скликання за списками «Єдиної Росії» та заступником голови Ради Заполярного району.
У вересні 2013 року обраний Головою муніципального утворення Робоче селище Іскателів, обіймав посаду до 28 вересня 2018 року.[джерело?]
У лютому 2019 року Григорія Коваленка було призначено керівником муніципального казенного закладу «Управління міського господарства Нар'ян-Мара». Після звільнення з цієї посади у зв'язку з виходом на пенсію проти Коваленка було порушено три кримінальні справи, які закінчилися в суді адміністративним штрафом.
Помер 28 серпня 2023 року у день свого 70-річчя.

## Родина
Був одружений, виховав двох дітей.